# Country dinasztia
A Country dinasztia (eredeti cím: Monarch) 2022-es amerikai  zenés drámasorozat, amelyet Melissa London Hilfers alkotott. A főbb szerepekben Anna Friel, Trace Adkins, Joshua Sasse, Beth Ditto és Iñigo Pascual látható.
Amerikában 2022. szeptember 11-én a FOX, Magyarországon 2023. augusztus 28-án a Cool TV mutatta be.
2022 decemberében egy évad után törölték a sorozatot.

## Ismertető
Dottie és Albie Roman egy countryzenei dinasztia vezetői, akik egy többgenerációs családi dráma középpontjában állnak. Lánya, Nicky Roman mindent megtesz, hogy megvédje a dinasztia uralmát a countryzenében, miközben saját sztárságát is biztosítja.

## Szereplők

### Főszereplők
| Szereplők                    | Színész                                 | Magyar hang         | Leírás                                                                        |
| ---------------------------- | --------------------------------------- | ------------------- | ----------------------------------------------------------------------------- |
| Nicolette "Nicky" Roman      | Anna Friel                              | Zakariás Éva        | Dottie és Albie lánya, aki küzd, hogy méltó legyen családja örökségéhez.      |
| Albie Roman                  | Trace Adkins                            | Barbinek Péter      | Dottie férje és a "Texas Truthteller" néven ismert legendás énekes-dalszerző. |
| Luke Roman                   | Joshua Sasse                            | Papp Dániel         | Dottie és Albie fia és a Monarch Records vezérigazgatója.                     |
| Georgina "Gigi" Taylor-Roman | Beth Ditto                              | Kokas Piroska       | Dottie és Albie kisebbik lánya, aki kerülte a reflektorfényt.                 |
| Ace Grayson                  | Iñigo Pascual                           | Égner Milán         | Nicky és Clive örökbefogadott fia.                                            |
| Kayla Taylor-Roman           | Meagan Holder                           | Kereki Anna         | Gigi felesége                                                                 |
| Dottie Cantrell Roman        | Susan Sarandon Mandy Barnett (énekhang) | Kovács Nóra         | A countryzene királynője.                                                     |
| Ana Phoenix                  | Emma Milani                             | Kobela Kíra         | Feltörekvő művész, aki reméli, hogy aláírhat a Monarch-hoz.                   |
| Catt Phoenix                 | Martha Higareda                         | Ligeti Kovács Judit | Ana édesanyja, aki kapcsolatban állt Roman családdal.                         |

### Mellékszereplők
| Szereplők       | Színész        | Magyar hang           | Leírás                                                                             |
| --------------- | -------------- | --------------------- | ---------------------------------------------------------------------------------- |
| Clive Grayson   | Adam Croasdell | Szatmári Attila       | Nicky házasságtörő férje, aki a filmiparban dolgozik.                              |
| Tatum Grayson   | Ava Grace      | Hegedűs Johanna       | Nicky és Clive örökbefogadott lánya.                                               |
| Nellie Cantrell | Faith Prince   | Zsurzs Kati           | Dottie testvére.                                                                   |
| Wade Stellings  | Callum Kerr    | Gubányi György István | Dőgös új előadó, aki a Monarch Recordshoz szerződött.                              |
| Earl Clark      | Kevin Cahoon   | Gyurin Zsolt          | Dottie hűséges személyi asszisztense.                                              |
| Tripp DeWitt    | D. W. Moffett  | Rosta Sándor          | Kerületi ügyész, "nagybácsi" a Roman családnak.                                    |
| Jamie Burke     | Damon Dayoub   | Varga Rókus           | Zenei producer, aki Albie-val kezd együtt dolgozni, és később Nicky szerelme lesz. |

## Epizódok
| Sor. | Év. | Cím                                                   | Rendező           | Író                                                       | Premier                                  | Nézettség   |
| ---- | --- | ----------------------------------------------------- | ----------------- | --------------------------------------------------------- | ---------------------------------------- | ----------- |
| 1.   | 1.  | Nincs megállás (Stop at Nothing)                      | Jason Ensler      | Melissa London Hilfers                                    | 2022. szeptember 11. 2023. augusztus 28. | 4,03 millió |
| 2.   | 2.  | Csak egy királynő lehet (There Can Only Be One Queen) | Valerie Weiss     | Melissa London Hilfers                                    | 2022. szeptember 20. 2023. augusztus 29. | 1,72 millió |
| 3.   | 3.  | Mutasd meg, ki vagy! (Show Them Who You Are, Baby)    | Chris Grismer     | Michael Rauch                                             | 2022. szeptember 27. 2023. augusztus 30. | 1,76 millió |
| 4.   | 4.  | A rodeó (Not Our First Rodeo)                         | Elodie Keene      | Francisca X. Hu és Leo Richardson                         | 2022. október 4. 2023. augusztus 31.     | 1,61 millió |
| 5.   | 5.  | Kamukarácsony (Death and Christmas)                   | Valerie Weiss     | Melissa London Hilfers                                    | 2022. október 11. 2023. szeptember 1.    | 1,67 millió |
| 6.   | 6.  | Riválisok (The Night Of...)                           | Chris Grismer     | Tian Jun Gu és Scott Shepherd                             | 2022. október 18. 2023. szeptember 4.    | 1,57 millió |
| 7.   | 7.  | Zűrös éjszaka (About Last Night)                      | Jay Chandrasekhar | Emmylou Diaz, Joy Greggory, Matt Pyken és Emily Whitesell | 2022. október 25. 2023. szeptember 5.    | 1,73 millió |
| 8.   | 8.  | A korona (The Crown)                                  | Chris Manley      | Daniel Beaty és Alexa Junge                               | 2022. november 8. 2023. szeptember 6.    | 1,61 millió |
| 9.   | 9.  | Vallomások (Confessions)                              | Milan Cheylov     | Scott Shepherd                                            | 2022. november 15. 2023. szeptember 7.   | 1,43 millió |
| 10.  | 10. | Ajánlat és ultimátum (Mergers and Propositions)       | Gina Lamar        | Robert Hull és Matt Pyken                                 | 2022. november 29. 2023. szeptember 8.   | 1,85 millió |
| 11.  | 11. | Az utolsó tánc (The Last Dance)                       | Chris Grismer     | Melissa London Hilfers és Jon Feldman                     | 2022. december 6. 2023. szeptember 11.   | 1,59 millió |

## A sorozat készítése
A sorozatot 2021 májusában jelentették be. A készítője és vezető producere Melissa London Hilfers. Michael Rauch volt az eredeti showrunner és az egyik vezető producer, de őt 2021 novemberében Jon Feldman váltotta. 2021. szeptember 13-án kezdődött a sorozat forgatása, és 2022. március 31-én fejeződött be Atlantában.